# Hervé David Honla
Hervé David Honla est un journaliste culturel, critique d'art et caricaturiste camerounais, résident au Burkina Faso. Il est le directeur de publication du média en ligne Oxygène mag et promoteur de la cérémonie de distinction les 12 Personnalités culturelles de l'année.

## Biographie

### Enfance et études
Né à Douala au Cameroun, Hervé David Honla est diplômé d'un BAC+3 et d'un DUT en maintenance industrielle. Cependant, il poursuit aussi une carrière en Basket où il exerce en tant qu'animateur et entraineur. Passionné du journalisme, il fait des études en journalisme à l'école national de journalisme et communication. En 2001, il décide de s'installer au Burkina Faso. En 2012, il initie les 12 PCA, une cérémonie qui distingue chaque année 12 acteurs culturels du Burkina. Il est également surnommé "Lechat" ou "Jabbar",.

### Carrière
Plus connu en tant que journaliste, il se perfectionne et suit un parcours dans ce domaine. Il commence sa carrière en tant que journaliste en 1998 au journal "Le messager" au Cameroun. Une fois installé au Pays des hommes intègres en 2001, il rejoint le journal "L'indépendant" en 2004 comme caricaturiste ; journal fondé par Nobert Zongo. De L'indépendant, il écrit en freelance pour les journaux "Le pays" et "l'Observateur Paalga" entre 2006 et 2007. En 2012, Il initie la cérémonie de distinction des acteurs culturelles du Burkina Faso "les 12 PCA" (12 Personnalités culturelles de l'année),. Avant de mettre en place en 2013 une première structure de communication culturelle nommée "Jabbar communication". Puis en 2020, Oxygène group, structure de communication et son média Oxygène mag. Hervé David Honla est aussi consultant et chroniqueur sur certains plateaux de télé tels que clin d'oeil à la RTB, le grand café de BF1 où il est passé. Aujourd'hui, il fait partie des journalistes attitré du festival de cannes.

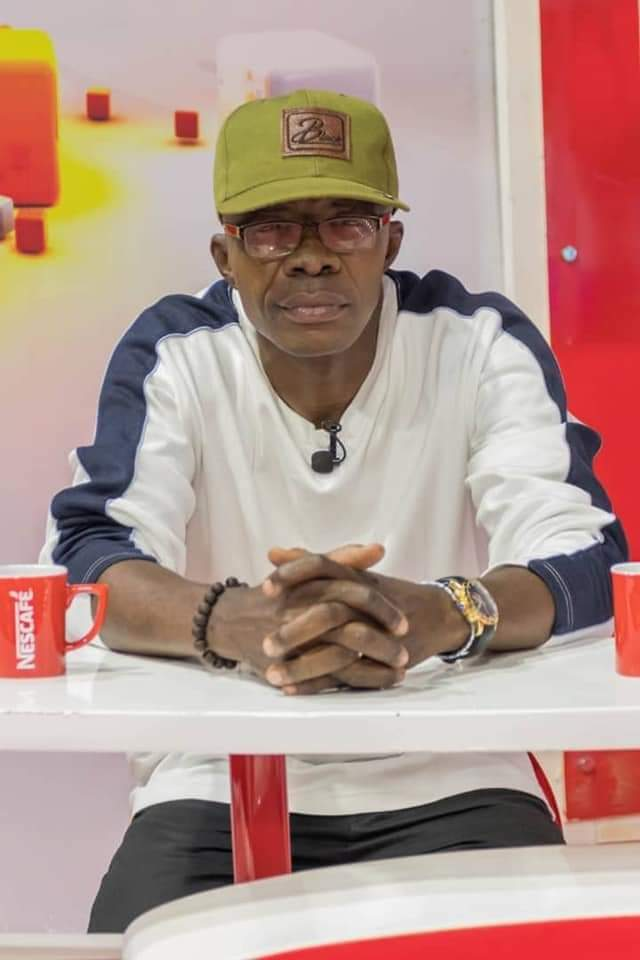
Journaliste culturel

### Vie associative
Hervé Honla est membre des associations de critique d'art notamment: l'Association des Critiques du Cinéma du Burkina - ASCRIC-BF et la Fédération Africaine de la Critique Cinématographique -FACC.

## Prix et distinctions
- 2024: Meilleur journaliste culturel au Faso Talent d'Or
- 2020: Meilleur journaliste culturel au Célébration des Artistes Nationaux de l’Année (CANA)